# Iszbaal
Iszbaal (zm. prawdopodobnie w 1008 p.n.e.) – postać biblijna, król Izraela. Syn i następca Saula.
Czasami występuje jako Iszboszet. Jest to często spotykana w tekstach hebrajskich zamiana końcówki imion zawierających nazwę kananejskiego (pogańskiego) boga Baala na słowo boszet (hańba).
Po śmierci Saula i jego trzech synów w bitwie z Filistynami, dowódca wojska zmarłego króla – Abner obwołał królem Iszbaala. Poza panowaniem Iszbaala pozostawała Juda, której władcą został Dawid.
Iszbaal został zamordowany przez swoich dowódców Rekaba i Baana, synów Rimmona z Beerot. Gdy zanieśli oni „dobrą wieść” o tym Dawidowi, Dawid poćwiartował ich, a zwłoki powiesił w Hebronie.
Został pochowany w Hebronie w grobie Abnera.